# Libnotes greeni
Libnotes greeni är en tvåvingeart som beskrevs av Edwards 1928. Libnotes greeni ingår i släktet Libnotes och familjen småharkrankar. Inga underarter finns listade i Catalogue of Life.